# Mountain Lake Park
Mountain Lake Park – miasto w Stanach Zjednoczonych, w stanie Maryland, w hrabstwie Garrett.